# П'юра (регіон)
П'юра, або Піура (ісп. Piura, кеч. Piwra suyu) — регіон на північному заході Перу.
Межує на півдні — з Еквадором і з регіоном Ламбаєке, на півночі з регіоном Тумбес, на сході з регіоном Кахамарка, на заході з Тихим океаном, розташований тут мис Паріньяс — найзахідніша точка Південної Америки.
Адміністративний центр регіону — місто П'юра в долині річки П'юра. Тут же розташовані два великих порти Перу: Пайта і Талара.

## Географічне положення
Регіон розташований за 4 градуси на південь від екватора, його омивають відразу дві океанічні течії: холодна течія Гумбольдта (13-20 ° C) і тепла Ель-Ніньйо (20-27 ° C). Таким чином, регіон П'юра є територією з одночасно тропічним і посушливим кліматом.
Прибережні райони розділені на субтропічну пустелю Сечура на півдні і нагадуючі савану тропічні сухі ліси в центральній і північній частині. Кілька рівнин мають тропічний клімат, тут великі плантації рису і кокосу, особливо в долинах річок П'юра і Сульяна.
У міру віддалення від берега до Сьєрра починаються тропічні ліси Високої Сельви (selva alta), у високогірних районах Сьєрри представлений клімат парамо.
Топографічно регіон розділений на прибережну рівнину, так звану Коста, і гірську Сьєрру. На півдні багато посушливих областей. Пустеля Сечура, що лежить на південь від річки П'юри, є найбільшою пустелею Перу і одним з небагатьох світових зразків тропічних пустель, тут же знаходиться найнижча точка країни - западина Байовар, велике природне родовище фосфоритів. Відмінною особливістю є наявність серпоподібних дюн. На півночі до пустелі прилягають тропічні території.
Вершини гірських хребтів перуанських Анд тут не перевищують 3000 м і покриті рясною рослинністю. Річкові долини тихоокеанського і атлантичного басейнів досить близько підходять одна до одної і пов'язані невисокими зручними перевалами, що спрощує сполучення між узбережжям і областю тропічних лісів. Через перевал Пасо де Поркулья, на висоті 2138 м над рівнем моря, проходить основний шлях з Кости в заандські райони.
Річки відносяться до вододілу Тихого океану і басейну Амазонки. Найбільша річка — Чира, що впадає в Тихий океан. Річка П'юра також впадає в Тихий океан, але її течія не постійна, в посушливі періоди вона міліє.

## Тваринний та рослинний світ
У регіоні П'юра знаходиться велика частина тихоокеанських екваторіальних сухих тропічних лісів. В цьому екологічно чистому регіоні росте безліч видів рослин і орхідей, унікальне альгарробо, мескитового дерева, що нагадують середземноморське ріжкове дерево, мангри, а також найкращі сорти лайму й манго в Південній Америці. У П'юрі також вирощують банани, кокоси, рис та інші фрукти, а також виробляють бавовну піма.
Тваринний світ представлений різноманітними птахами, рептиліями і ссавцями.

## Історія
Найважливішою доколумбовою культурою регіону була культура вікус, відома своєю керамікою та виробами із золота.
Першими поселенцями, однак, були тальяни (юнга), що прийшли з Сьєрри і жили матріархально в примітивних селищах. Пізніше вони були підкорені мочика, а потім інками, в період правління Тупак Юпанкі.
В 1532 році Франсиско Пісарро заснував на берегах річки Чира, в долині Тангарара, перше в Південній Америці місто Сан-Мігель-де-П'юра. Точна дата заснування піддається сумнівам, проте, офіційним днем міста є 15 липня.
В 1534 році столиця була перенесена в Монте-де-лос-Падрес (Морропон), потім у Сан-Франсиско-де-ла-Буена-Есперанса (Пайта) і, нарешті , в 1588 році, через постійні напади піратів повернулася в П'юра.

## Адміністративний поділ

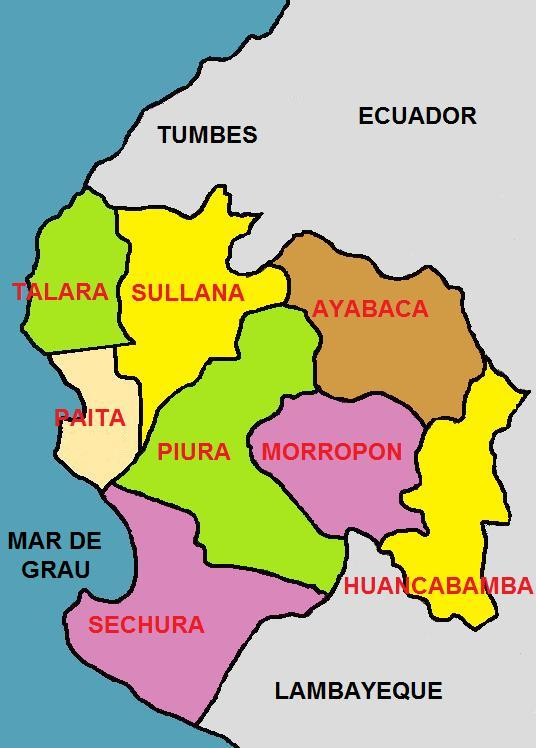
Провінції регіону П'юра.

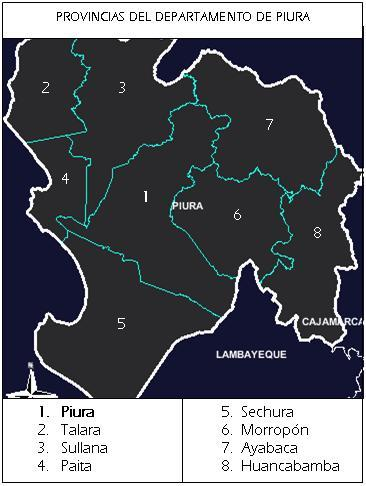
Провінції регіону П'юра.

Регіон складається з 8 провінцій, які поділяються на 64 округу:
| № | Провінція                | Адміністративний центр   |
| - | ------------------------ | ------------------------ |
| 1 | Аябака (Ayabaca)         | Аябака (Ayabaca)         |
| 2 | Уанкабамба (Huancabamba) | Уанкабамба (Huancabamba) |
| 3 | Морропон (Morropón)      | Чулуканас (Chulucanas)   |
| 4 | Пайта (Paita)            | Пайта (Paita)            |
| 5 | П'юра (Piura)            | П'юра (Piura)            |
| 6 | Сечура (Sechura)         | Сечура (Sechura)         |
| 7 | Сульяна (Sullana)        | Сульяна (Sullana)        |
| 8 | Талара (Talara)          | Паріньяс (Pariñas)       |

## Економіка і промисловість
Успішний розвиток регіону обумовлено видобутком нафти в Тихому океані в провінції Талара, риболовецьким промислом, видобутком срібла.